# Çorovoda
Çorovoda (az informális névhasználatban gyakran Skrapar) város, egyúttal községközpont és alközség Albánia délnyugati részén, Berat városától légvonalban 34, közúton 52 kilométerre délkeleti irányban, az Osum folyó jobb partján. Berat megyén belül Skrapar község székhelye, Çorovoda alközség központja, egyúttal egyetlen települése. A 2011-es népszámlálás alapján az alközség, vagyis Çorovoda népessége 4051 fő. Közelében található Albánia kiemelkedő természeti értékei közül az Osum szurdokvölgye és a Tomorr-hegység.

## Fekvése
Çorovoda a Tomorr-hegység déli – gyakran egyszerűen Skrapar-vidéknek nevezett –, magashegységi vonulatainak nyugati peremén, az Osum folyó középső szakaszának jobb partján fekszik. A városkánál éri el a Çorovoda (felső folyásán Kapinova) folyó az Osumot, ettől délre húzódik a festői szépségű Osum-szurdokvölgy. Közlekedési szempontból relatíve zárt helyzetű település, egyedül Berat városával köti össze a jó minőségű, aszfaltozott SH72-es jelű főút, amelyen buszjáratok is közlekednek. Innen tovább déli irányban, Përmet felé már csak terepjáróval járható az út. A Skrapar-vidék többi településére vezető utak is rossz állapotúak.

## Története
A tágabb régióban a 7. század második felében telepedtek meg a szláv népek, feltehetőleg a bolgárok. Hosszabb itt-tartózkodásukat jelzi a helynévanyagban fennmaradt szláv eredetű nevek nagy aránya, a ’fekete víz’ jelentésű Çorovoda neve szintén szláv eredetű. A mai Çorovodától nyugatra, az Osum túlpartján a középkor korai évszázadaiban épült fel a skrapari vár, amelynek feladata Berat dél felőli védelme volt, és amelyet a dél-albániai hegyvidékek népének 1330-as évekbeli, a bizánci fennhatóság elleni felkelése során földig romboltak. A 15. század elején a vidék tartósan oszmán hódoltsági terület lett, amely Iszkarapari vilajet néven közigazgatásilag is elkülönült a környező hódoltsági területektől.
A skrapari vidék zárt helyzeténél fogva hagyományosan Dél-Albánia legkevésbé fejlett területei közé tartozott és tartozik ma is. Korabeli hadi és közigazgatási jelentősége ellenére Çorovodát (török nevén Csörvodát) és térségét a magas hegyek és a szűk Osum-völgy elzárta a déli vidékektől. Ezt enyhítette némileg a Beratot Janinával összekötő, Çorovodán áthaladó kisebb karavánút kialakítása. A település mindazonáltal a 20. század közepéig egyszerű falu maradt, amelynek lakói főleg kecsketartással, szőlészettel és palakőbányászattal foglalkoztak.
A második világháború során a nemzeti ellenállás által legkorábban felszabadított területek egyike volt, ezért a 20. század második felében gyakran hivatkoztak a skrapari vidékre mint Albánia háborús gócpontjára. Çorovodát 1942. augusztus 28-án szabadították fel a skrapari gerillák, az olasz hadsereg azonban három alpesivadász-hadosztályt és tüzérséget küldött a gerillák ellen, akik súlyos vérveszteség árán – 375 olasz katona esett el, további 600 pedig megsebesült – három nap elteltével sikeresen visszaszorították a hegyekbe az ellenállókat. Az ezt követő bosszúhadjárat során tizenöt skrapari települést tettek a földdel egyenlővé az olasz bombázók. A gerillák 1942 legvégén ismét felszabadították Skrapart, ezúttal egy 2500 fős alakulat vette fel az albán ellenállókkal a harcot. A közeli Therepelnél megvívott csatában az olasz katonák egytizede elesett, így az olasz hadvezetés ismét a bombázókat vetette be. December 31-én négy másik faluval együtt ezúttal Çorovoda is szőnyegbombázást szenvedett el, a hadművelet során az ellenállók két olasz repülőt is lelőttek.
Çorovoda a kommunista államhatalom kiépülésével, az 1950-es években vált ténylegesen is a Skrapar-vidék adminisztratív központjává. A település urbanizációja ezt követően is visszafogott volt, bár a központban épültek hatszintes blokkházak, jelentősebb ipart nem telepítettek a fiatal városba. A vidék elzártságát a kommunista pártvezetés kihasználta, és a város környékén hatalmas föld alatti bunker- és alagútrendszert építettek ki, amelyben háborús helyzet esetén képesek lettek volna elhelyezni a kormányhivatalokat és kormánytagokat, a nemzeti bank aranykészletét, valamint egy rádióállomást is kiépítettek.

## Nevezetességei

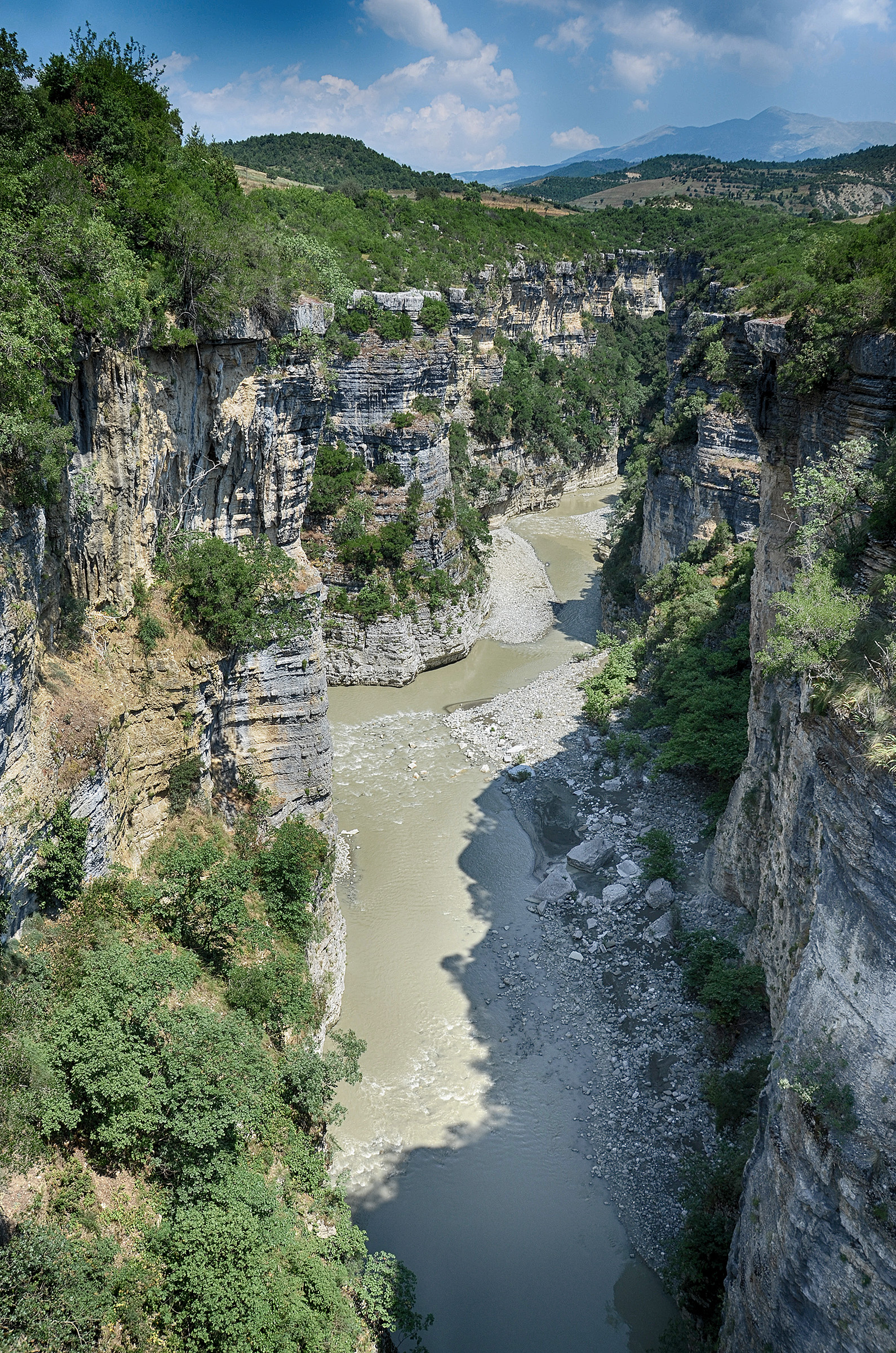
Az Osum szurdokvölgye Çorovodától délre

Noha maga Çorovoda városa látnivalókban szűkölködő, fiatal város, a közeli Osum-szurdokvölgy és a Tomorr-hegység miatt jelentős turisztikai potenciállal rendelkezik, ahol szálláshelyek és éttermek várják a látogatókat. A várostól délre húzódik az 5 kilométer hosszú, 80-100 méter mély, helyenként akár 2 méter szélesre szűkülő Osum-szurdokvölgy. Akár kisebb vízi járművel, akár a partján gyalogosan is végigsétálható. A gjërbesi úton, a várostól mintegy 3 kilométerre egy szamárhátú, 1640 körül az egykori karavánút részeként épült oszmán kori kőhíd, a Kasabashi-híd (Ura e Kasabashit) íveli át a Çorovoda folyócskát; a 26 méter hosszú építmény magassága 12 méter. Ugyanezen a nehezen járható úton érhető el a Tomorr-hegységi Nemzeti Park területe és a Tomorr bektási imaházai is.

### Nevezetes çorovodaiak
- A városka szülötte Ilir Meta politikus, 2017 óta Albánia köztársasági elnöke.